# Cigref
Le Cigref, ou "club informatique des grandes entreprises françaises", créée en 1970, est une association loi de 1901 sans activité lucrative de grandes entreprises et administrations publiques françaises qui se donnent pour mission de réussir le passage à l'informatique lors de sa création, puis le passage au numérique au siècle suivant. Les statuts du CIGREF s'inspirent de ceux de l'association des grandes entreprises françaises (Agref), plus tard rebaptisée AFEP et PDG du Groupe La Poste) et Jean-François Phelizon.

## Histoire

### Les fondateurs
Le Cigref est fondé par cinq sociétés utilisatrices d'informatique, Groupe Drouot, Saint-Gobain-Pont-à-Mousson, Hachette, EDF et Société générale, toutes clientes d'IBM dont elles veulent être mieux considérées.
Son président fondateur, Pierre Lhermitte a représenté les employeurs au Conseil économique et social, dont la section de la production industrielle et de l’énergie a organisé une mission aux États-Unis en 1967, confiée à trois experts, Pierre Lhermitte, Emmanuel Mayolle et Bernard Joseph.
Au retour, le premier rédige un rapport sur les «Conséquences prévisibles du développement de l’automatisation de la gestion des entreprises», adopté en décembre 1967 et publié en 1968 dans un succès de librairie titré « Le pari informatique », qui insiste sur "les besoins en réseau de transmissions de données",,,.
Il y « précise, pour conclure, quel devrait être le rôle du délégué à l'informatique » en charge du plan Calcul et plaide pour plus d'investissement dans la téléinformatique. Après EDF, Pierre Lhermitte fait le constat des problèmes d'informatique à la Société générale et « n’a de cesse de faire advenir la téléinformatique ».
Plusieurs acteurs de l'informatique de l'époque évoquent un autre "évènement fondateur" que le livre publié en 1968 par Pierre Lhermitte après son voyage de 1967, "le voyage de 1969 aux États-Unis, organisé par la Délégation à l’informatique", qui "a mêlé des hommes des milieux informatiques et des télécommunications". Le groupe est allé "rendre visite à l’un des pionniers de la commutation de paquets depuis 1961, investi dans le démarrage du projet Arpanet, le professeur Leonard Kleinrock, auprès duquel Gérard Deloche, un ingénieur français de la CII a passé un an à l’UCLA, de septembre 1968 à septembre 1969, suivi d'un autre ingénieur français de la CII, Michel Elie, tous deux animant le Network Working Group au sein du projet Arpanet.
Les Français revenus du voyage de 1969 aux États-Unis engagent des discussions autour de la Délégation à l’informatique, pour savoir s’il faut mettre en place un réseau et quelle forme il doit prendre.
Peu après, dès la création du Cigref en 1970, autre "lieu d’échanges avec des homologues", Pierre Lhermitte prend la présidence du groupe « Téléprocessing » puis en novembre de la même année, fonde aussi le GERCIP (Groupe d'Etude pour un Réseau Commuté Interprofessionnel de Paquets), qui existe indépendamment du CIGREF et dont une partie des membres sont extérieurs au CIGREF (notamment la Banque de France, le CEA et la DATAR).
Selon la thèse de doctorat en gestion soutenue par Marie-Aline De Roverato Rocquigny à l'université Paris Dauphine en 2015,, le témoignage de Pierre Henry, proche de Pierre Lhermitte est "éloquent quant aux motivations des impétrants": la nécessité de créer en France un réseau de téléinformatique est "la raison pour laquelle, sous l’impulsion d’un collègue d’EDF –un personnage important à l’époque, Pierre Lhermitte-, plusieurs grandes entreprises se sont associées à EDF-GDF. De grandes compagnies d’assurances, d’importantes sociétés industrielles nous ont rejoints pour constituer un groupe –le CIGREF- afin de réfléchir sur le sujet, et ensuite pour faire pression sur la Direction générale des Télécommunications (DGT), afin d’obtenir la mise en place d’un réseau de transmission de données commun pour tout le monde et non pas des réseaux spécialisés à telle ou telle entreprise",.
Selon cette source, "les Télécoms étaient, à cette époque, "plus préoccupées par le renouveau du téléphone que par la mise en place d’un réseau de données",, et "il a donc fallu que l’on insiste lourdement pour faire évoluer les choses",. Pierre Henry, chercheur à l'EHESS, écrira en 2002 une contribution sur le sujet, avec Hubert Zimmermann, ex-responsable du réseau Cyclades et Michel Atten, ex-ingénieur de la DGT et du Centre national d'études des télécommunications( CNET).

### Action pour un réseau de téléinformatique
Dans plusieurs secteurs, les assurances (réseau CAPA), les banques (Swift), le service des douanes (projet SOFIA), des professionnels "multiplient les offres de coopération auprès de la DGT", qui n'est pas favorable à ce réseau. Le CIGREF travaille sur "la saisie des données", espérant cependant qu'elle fournisse un réseau public pour leur transport à l'échelle nationale. Au gouvernement, Pierre Messmer devient Premier ministre à l'été 1972 et nomme un directeur de cabinet peu favorable à la téléinformatique, se montrant lui-même réservé: "la mise en place de réseaux électroniques dans l’administration ne porte pas atteinte à la vie privée", déclare-t-il lors de l’inauguration du Sicob de septembre 1972, tout en évoquant des « dispositions juridiques » pour la protéger.
Dès 1970, le CNET avait lancé une "investigation", en vue d’un réseau pour les données, distinct de celui du téléphone et télex, puis en 1971 un groupe de travail baptisé Hermès, qui conçoit la "commutation par paquets" comme éventuellement à ajouter, mais seulement "en verrue" à la normalité, qui reste pour les PTT la "commutation par circuits", avec en vue le RCP, qui deviendra Transpac, u
Cependant, les ingénieurs du CNET doutent" de "l’ambition réelle du GERCIP" de créer son propre réseau, selon le témoignage de Philippe Picard, qui sera responsable de la sous-direction Téléinformatique et réseaux spécialisés, créée plus tard à la DGT, tout en affectant de ne pas s'y opposer, en  évoquant une "conception élargie du monopole". Gilbert Dennery, prédécesseur de Philippe Picard, déclare ainsi en mai 1971, alors que la demande reste "pressante", que "si un ou plusieurs organismes souhaitent constituer un réseau (de téléinformatique), nous, Administration, n’avons aucune raison de les en empêcher". Dans le même journal, en novembre 1972, alors que le réseau Cyclades vient de démarrer avec le miniordinateur Mitra 15, et que le groupe de travail "Téléprocessing" du CIGREF multiplie les études spécialisées, avec des contributions de Paul Benassouli (groupe Drouot) et Edouard Becker (Air France), un article de François Pasquet, ingénieur à la direction des petits ordinateurs et systèmes de la CII, met en avant "l'utilisation des mini-ordinateurs en téléinformatique".
La DGT avait d'abord réagi par "une solution provisoire, le réseau Caducée, de technologie électromécanique traditionnelle ",, mis en place à Paris en 1971 par les PTT après avoir été étudié en 1969 , soudainement soucieuses de téléinformatique. En 1972, il a "un seul central, situé à Paris", qui "permet de desservir environ 300 lignes de terminaux et 100 lignes d'ordinateurs", avec le projet" d'installer un autre central à Lyon et, éventuellement, à Lille ou à Marseille". Caducée pourrait servir de "pont" entre des réseaux "privatifs", précisent alors les PTT mais le tarif n'est intéressant que pour des applications de transmission en différé aux heures non ouvrables, par exemple entre agences de province et siège d'une banque. Il précède le réseau "Hermès ", alors prévu "dans six ou sept ans, sous mode numérique "intégrant transport de la voix et des données".
Ensuite, "à mi-chemin" entre Caducée et Hermès, Siemens prépare pour la Bundespost une sorte de "réseau télégraphique électronique" prévu pour 1973 ou 1974, tout en tant impliqué aussi dans la société Datel, créée au début de 1970 en Allemagne pour les petites et moyennes entreprises, avec une participation de 40 % de la même Bundespost, concurrence jugée déloyale par les sociétés allemandes de services en informatique  et que l’architecture SNA d’IBM qui n'apparaîtra qu'en 1974
Au CIGREF, les deux premières années ont été "consacrées à l’appréhension de la technique entre examen des matériels, des programmes et leur agencement", mais aussi à des "initiatives pour la création d’un réseau national en commun". Puis débute en septembre 1972 "un échange d’expériences entre 7 entreprises sur la saisie des données". Résultat, "aiguillonné par les demandes pressantes des utilisateurs" Louis-Joseph Libois, patron de  la DGT finit par annoncer en 1973 la création pour 1976 du réseau espéré, une "annonce précipitée" qui "cherche à couper court aux pressions de groupes d’utilisateurs",. La "maquette de faisabilité" est appelée RCP et deviendra Transpac, basé sur la norme X25 avalisée par le CCITT.

### Années 2010
Le 16 décembre 2010, à l'occasion de ses 40 ans, le Cigref a réuni ses anciens présidents autour de son président fondateur, Pierre Lhermitte, de très nombreuses personnalités et dirigeants.
A la fin des années 2010, le Cigref regroupe près de 150 grandes entreprises et organismes français de tous les secteurs d'activité (banque, assurance, énergie, distribution, industrie, services…). Il représente près de 85 % du CAC 40, et 1/4 de ses membres sont des administrations publiques (Ministère de l'Intérieur, Ministère des Armées, ou encore Caisse des Dépôts). L'objectif de ses membres est de « développer leur capacité à intégrer et maîtriser le numérique ».

### Années 2020
Le projet stratégique Cigref 2020, vise à accroître et renforcer durablement la performance des grandes entreprises et administrations, leur potentiel d'innovation, et plus largement contribuer au développement économique, social et humain de la société en France.
Depuis le 16 octobre 2024, le Cigref est présidé par Emmanuel Sardet, à ce jour CTO et DSI adjoint du groupe Crédit Agricole (source : silicon.fr). Du 13 octobre 2021 au 15 octobre 2024, le Cigref était présidé par Jean-Claude Laroche, Directeur des systèmes d'information d'Enedis. Henri d'Agrain en est le délégué général depuis janvier 2017. Sa gouvernance est assurée par 15 Administrateurs, élus en Assemblée générale. Son activité est animée par une équipe de 10 permanents.

## Membres
Les membres du Cigref, originellement grandes entreprises et administrations publiques françaises sont uniquement des organisations utilisatrices de systèmes d’informations. Elles sont représentatives de l’activité économique française et de différents secteurs d’activité qui la compose (banque, assurance, énergie, distribution, industrie, production agricole, services…).
Quelques membres sont des coopératives (statutairement aucune association à but non lucratif, d'intérêt public, qui ne relève ni de l'État, ni d'institutions internationales ne peut en faire partie).

## Les 3 métiers du Cigref

### Appartenance
Le Cigref incarne une parole collective des grandes entreprises et administrations françaises autour du numérique. Ses membres partagent leurs expériences au sein de groupes de travail afin de faire émerger les meilleures pratiques. Les résultats de ces travaux sont régulièrement publiés et disponibles librement au téléchargement.

### Intelligence
Le Cigref participe aux réflexions collectives sur les enjeux économiques et sociétaux des technologies de l’information. Fondé il y a près de 50 ans, Il tire sa légitimité à la fois de son histoire et de sa maîtrise des sujets techniques, socle de compétences de savoir-faire, fondements du numérique.

### Influence
Le Cigref fait connaître et respecter son droit de percevoir des revenus du capital de ses entreprises membres (« les intérêts légitimes » selon le système capitalistique)
Instance indépendante d’échange et de production entre praticiens et acteurs, il est une référence reconnue dans le droit, son projet: normalisation juridique.

## Activités

### Publications
Chaque année, l'association publie des études  disponibles librement au téléchargement sur des sujets d'intérêt commun. Elle entretient des relations avec les organismes de régulation et les pouvoirs publics en France et en Europe. Elle promeut les intérêts des grandes entreprises et dialogue avec tous les acteurs concernés par les technologies de l'information et le numérique. Par ailleurs, le Cigref a créé sa propre Collection Économie et Prospective Numériques,.
Les dernières publications du Cigref portent sur les sujets suivants :
- Modèle d’analyse et de benchmarking des coûts informatiques - mise à jour 2018[34]
- Valeur économique des projets de transformation numérique pour l’entreprise, approche méthodologique[35]
- Entreprises, les clés d’une application réussie du GDPR[36]
- Les enjeux de mise en œuvre opérationnelle de l’intelligence artificielle dans les grandes entreprises[37]
- L’open innovation : une réponse aux challenges de l’entreprise[38]

### Recherche
Le Cigref investit en matière de recherches, il crée en 2008, sous égide de la Fondation Sophia Antipolis, la Fondation Cigref, pour « mieux comprendre comment le monde numérique change notre vie et nos entreprises ». Cette fondation mène un important programme de veille à l'international, baptisé ISD (Information Systems Dynamics).
Ce programme qui a pour objectif d'éclairer le futur de la Fonction SI et d'alerter les dirigeants des grandes entreprises, publiques et privées, sur les enjeux stratégiques liés à la mutation d’une économie industrielle à une économie de réseaux fondée sur la connaissance et le management de l’immatériel.
Plus largement, les travaux de recherche de la Fondation Cigref ont pour finalité de comprendre les transformations émergentes afin d'accroitre la valeur et la compétitivité des entreprises, leur potentiel d'innovation, et contribuer ainsi au développement économique, social et humain de notre société.
La fondation Cigref s'est doté d'un conseil scientifique, animé par le Professeur Bounfour, regroupant des enseignants chercheurs des plus grands laboratoires mondiaux.

### Entreprise et culture numérique
Dans le cadre de sa mission, le Cigref propose aux dirigeants une réflexion sur l'entreprise au cœur du monde numérique, avec une grille de lecture les incitant à agir et développer des stratégies numériques ambitieuses. Pour ce faire, le Cigref a noué de nombreux partenariats, notamment avec l'Université Laval (Québec) en créant la Chaire des cultures numériques (sous la direction du Professeur Milad Doueihi).

### Contributions
Le Cigref contribue par sa réflexion à de nombreux travaux sur l'informatique, les systèmes d'informations et le numérique.
- Il crée en 2004, avec l'AFAI, l'Institut de la Gouvernance des Systèmes d'Informations (IGSI) pour proposer un modèle des coûts informatiques. Régulièrement mis à jour, ce référentiel a pour objectif de rationaliser les systèmes d'information -notamment sur le plan international, créer de la valeur et mesurer celle créée par les SI.
- Il participe à la définition du capital immatériel d'une organisation en adoptant certains étalons de valeur : capital humain, relationnel, structurel, processus, renouvellement et développement.
- Il met au point une charte commune avec le Syntec sur l'éthique de l'informatique.
- Publication d'une déontologie des usages des systèmes d'information avec le Cercle d'éthique des affaires.

### Féminisation des métiers du numérique
À l’initiative du Cigref, un collectif « Femmes@Numérique » s’est constitué en 2018 pour la promotion de la mixité dans les métiers du numérique. Portée par des entreprises, des associations et le gouvernement, cette mobilisation exceptionnelle par son ampleur a pour mission de révéler les rôles modèles féminins du numérique, de promouvoir les entreprises et les associations qui s’engagent en faveur de la mixité dans les métiers du numérique, d’inciter au recrutement des femmes et de favoriser leur reconversion dans les métiers du numérique.

#### Création de la Fondation Femmes@Numerique
À l’initiative d'une dizaines d’associations membres du collectif Femmes@Numérique et de 42 entreprises fondatrices membres du Cigref et de Syntec Numérique, a eu lieu mercredi 27 juin 2018, la signature de la convention de fondation entre la Fondation Femmes@Numérique et la Fondation de France. Cet événement de lancement a été marqué par la présence et le soutien de nombreux ministres (Mounir Mahjoubi, secrétaire d’État auprès du Premier ministre, chargé du Numérique, Muriel Pénicaud, ministre du Travail, Jean-Michel Blanquer, ministre de l’Éducation Nationale et Marlène Schiappa, secrétaire d’État auprès du Premier ministre chargé de l’Égalité entre les femmes et les hommes) et de Madame Brigitte Macron.
Cette fondation a vocation à financer des actions qui mobilise le collectif d’associations Femmes@Numérique afin de leur permettre le passage à l’échelle d'actions de sensibilisation sur l’ensemble du territoire en faveur de la féminisation des métiers du numérique.